# Campionato italiano di hockey su ghiaccio 2002-2003
Il campionato italiano maschile di hockey su ghiaccio 2002-2003 organizzato dalla FISG era articolato in Serie A1, Serie A2 e Serie B.

## Serie A1
Per la stagione 2002/03 erano iscritte 6 società: Alleghe H.C., Asiago Hockey A.S., H.C. Bolzano Foxes, S.H.C. Fassa, H.C. Merano e H.C.J. Milano Vipers.
Le squadre si sono affrontate in un quadruplo girone di andata e ritorno seguiti dai play-off (cui accedevano le prime quattro squadre classificate: le semifinali sono state giocate con una serie al meglio delle cinque, la finale al meglio delle sette.
Il dominio della compagine meneghina è assoluto: si aggiudica campionato, coppa Italia e supercoppa Italiana.

### Regular Season
Classifica finale
| Squadra | Pt. | Vinte | Nulle | Perse | GF  | GS  |
| ------- | --- | ----- | ----- | ----- | --- | --- |
| Milano  | 55  | 23    | 8     | 9     | 165 | 91  |
| Asiago  | 53  | 22    | 9     | 9     | 152 | 96  |
| Bolzano | 45  | 15    | 10    | 15    | 124 | 121 |
| Fassa   | 36  | 13    | 17    | 10    | 127 | 143 |
| Merano  | 26  | 9     | 23    | 8     | 109 | 158 |
| Alleghe | 25  | 9     | 24    | 7     | 111 | 178 |

### Play-off

#### Semifinali
Al meglio delle cinque gare, con la prima, la terza e l'eventuale quinta in casa della meglio classificata al termine della Regular Season.
```
Gara 1
 - 8 marzo 
2003

Milano - Fassa    5-3
Asiago - Bolzano  5-2
```

```
Gara 2
 - 11 marzo 
2003

Fassa - Milano    1-4
Bolzano - Asiago  4-3
```

```
Gara 3
 - 13 marzo 
2003

Milano - Fassa    5-1
Asiago - Bolzano  4-1
```

```
Gara 4
 - 15 marzo 
2003

Bolzano - Asiago  1-0
```

```
Gara 5
 - 18 marzo 
2003

Asiago - Bolzano  4-3
```

#### Finale
Al meglio delle sette gare, con la prima, la terza e le eventuali quinta e settima in casa della meglio classificata al termine della Regular Season.
```
Gara 1
 - 22 marzo 
2003

Milano - Asiago 1-2
```

```
Gara 2
 - 25 marzo 
2003

Asiago - Milano 2-3
```

```
Gara 3
 - 27 marzo 
2003

Milano - Asiago 2-3
```

```
Gara 4
 - 29 marzo 
2003

Asiago - Milano 3-6
```

```
Gara 5
 - 1º aprile 
2003

Milano - Asiago 4-1
```

```
Gara 6
 - 3 aprile 
2003

Asiago - Milano 2-3
```

 L'Hockey Club Junior Milano Vipers si aggiudica il suo secondo titolo consecutivo.
Formazione Campione d'Italia:

Christian Alderucci – Darcy Andersson – Scott Beattie – Maurizio Bortolussi – Giuseppe Busillo – Gianluca Canei – Mario Brian Chitarroni – Robert Cowie – Evgeny Davydov – Mark Demetz – Paul Di Pietro – Armin Helfer – Terry Hollinger – Leo Insam – Patrice Lefebvre – Andrea Molteni – Matteo Molteni – Jason Mark Muzzatti – Robert Nardella – Justin Peca – Alessandro Rotolo – Thomas Sjögren – Michael Sparber – Massimo Stevanoni – David Stricker – Gianluca Tomasello – Vjačeslav Uvaev – Craig Woodcroft.

Allenatore: Adolf Insam.

## Coppa Italia e Supercoppa Italiana

### Coppa Italia
La Coppa Italia 2002 si è svolta, a causa dell'esiguo numero di squadre al via della Serie A1, fra la prima e la seconda classificata al termine del secondo girone di andata e ritorno. La gara è slittata al 18 gennaio del 2003

#### Finale
```
Gara Unica
 - 18 gennaio 
2003

Milano - Asiago       5-4 d.R.
```

 L'Hockey Club Junior Milano Vipers si aggiudica la sua prima Coppa Italia.

### Supercoppa Italiana
```
Gara Unica
 - 24 settembre 
2002

Milano - Asiago       5-2
```

 L'Hockey Club Junior Milano Vipers si aggiudica la sua seconda Supercoppa Italiana.

## Serie A2
La seconda divisione era denominata Serie A2 anche nella stagione 2002-03. Erano iscritte 11 squadre: H.C. Bressanone, H.C. Appiano, H.C. Gherdëina - Val Gardena, H.C. Egna, H.C. Settequerce, H.C. Val Pusteria, H.C. Torino Bulls, LSC Vinschgau - Val Venosta, S.V. Caldaro, USG Zoldo e SV Ritten Renon.
La formula: doppio girone di andata e ritorno seguito dai play-off.
La Regular Season ha visto chiudere in testa l'Appiano (65 punti), seguito a un punto dal Torino (64). Terzo posto, appaiate, per Renon e Val Pusteria (51 punti), quinto per il Gherdëina (44); poi nell'ordine: Caldaro (42), Bressanone (41), Egna (32), Settequerce (30), Val Venosta e Zoldo entrambe a 10 punti.
Le prime otto si qualificano ai quarti (al meglio delle tre gare): Appiano - Egna, Torino - Bressanone, Renon - Caldaro, Val Pusteria - Gherdëina.
In semifinale (sempre al meglio delle tre) si affronteranno Appiano - Val Pusteria e Torino - Renon.
La finale dei play-off è fra Appiano e Torino, dopo due serie di semifinali entrambe giunte a gara 3.

### Finale
Serie giocata al meglio dei cinque incontri.
```
Gara 1
     - 11 marzo 
2003

Appiano - Torino 3-1

Gara 2
     - 13 marzo 
2003

Torino - Appiano 1-3

Gara 3
     - 15 marzo 
2003

Appiano - Torino 3-2
```

L'Hockey Club Eppan-Appiano è promosso in serie A1. Tuttavia i campionati saranno riformati, ed al posto della serie A1 nella stagione 2003/04 si disputerà la serie A, con un gran numero di squadre iscritte.
Formazione Campione della serie A2:

Pavel Beranek, Luca Biacoli, Ludek Broz, David Ceresa, Matthias Eisenstecken, Daniel Gänsbacher, Peter Harb, Hannes Hölzl, Hannes Hofer, Klaus Hofer, Martin Hofer, Lukas Martini, Thomas Mattedi, Ewald Meraner, Matthias Mittermair, Armin Niedermayr, Tobias Obkircher, Andreas Pichler, Christian Pichler, Hannes Pichler, Christoph Plankl, Alessandro Rossi, Manuel Schatzer, Christoph Schmidt, Maximillian Schmidt, Marco Tremolaterra, Andrea Unterholzner, Reinhard Wieser, Marco Zublasing.

## Serie B
Furono 4 le squadre iscritte alla Serie B 2002-03: A.S. Lariana Hockey, A.S. Mastini Varese, H.C. All Stars Piemonte e H.I.L. Vallée d'Aoste.
Al termine di un doppio girone di andata e ritorno (1º Varese, 2º Lariana, 3º Vallee d'Aoste, 4º Piemonte), si è determinata la griglia delle semifinali (Varese - Piemonte e Lariana - Vallee d'Aoste).

### Finali

#### 3º/4º posto
```
Gara 1
     - 23 febbraio 
2003

Vallee d'Aoste - Piemonte 4-2

Gara 2
     - 5 marzo 
2003

Piemonte - Vallee d'Aoste 2-4
```

#### 1º/2º posto
```
Gara 1
     - 23 febbraio 
2003

Varese - Lariana 4-5

Gara 2
     - 2 marzo 
2003

Lariana - Varese 5-7

Gara 3
     - 9 marzo 
2003

Varese - Lariana 4-1
```

L'Associazione Sportiva Mastini Varese Hockey ritorna in serie A2.
Formazione Campione della serie B:

Francesco Banchero, Giampiero Barca, Mattia Colombo, Giorgio Croci, Cristiano Di Vincenzo, Alessandro Galli, Matteo Giacò, Alberto Lunini, Antongiulio Macchi, Andrea Marchiorato, Nikon Marian, Giancarlo Merzario, Claudio Pucci, Stefano Rizzo, Sabino Sansonna, Salvatore Sorrenti, Tommaso Teruggia, Simone Turrin, Giuliano Zorzet.